# Mantispa gillavryna
Mantispa gillavryna är en insektsart som först beskrevs av Luisa Eugenia Navas 1926.  Mantispa gillavryna ingår i släktet Mantispa och familjen fångsländor. Inga underarter finns listade i Catalogue of Life.